# 東大安田講堂事件
東京大学安田講堂事件（日语：／）是發生在1969年1月18日、19日。東京大學本鄉校區遭全學共鬥會議（全共鬥）佔據，之後被警視廳解決的一個事件。此次事件也被稱為東大安田講堂攻防戰（日语：東大安田講堂攻防戦）。因為這事件的影響，次年東京大學的入學考試終止辦理，沒有人入學。

## 背景
1960年代中后期，因為日本高度經濟成長的後遺症明顯化，學生們發起了第二次反安保鬥爭。在此同時，左派学生為了抵制日本全國公私立大學學費上升，以及要求校園民主化，各大學的全共鬥與新左翼開始了武力鬥爭，學園紛爭（大學運動）因此而起。全共鬥的學生們強硬要求大學校方進行「集體談判」，並且在無法配合的大學內以路障等強硬手段封鎖校園。學園紛爭的範圍遍及日本全國，最盛期間，東京都內有55所大學遭到封鎖，此事發展成極為嚴重的社會問題。

## 經過
為了反對東京大學實施登記醫師制度代替現行的實習制度，醫學院的學生發起了醫學生運動，紛爭因此展開。在運動發起之後，抗爭逐漸激烈，1968年3月12日的醫學院綜合中央館、3月27日的安田講堂一度遭到佔領，原訂於隔日舉行的畢業典禮也因而中止。
6月15日醫學院學生再度佔領安田講堂，校長大河內一男引入警察驅離佔據講堂的學生，這個舉動引起校內極大的反彈。7月2日安田講堂遭到封鎖，校方為了開啟講堂，而遭到學生更大的反抗。學生們因此罷課，重要的建築物大多遭到封鎖。11月校長以下的全校主任辭職。佔領工學院列品館的馬列派泷泽征宏（瀧沢征宏，明治大學學生）寫下的「造反有理」標語甚為有名。
9月30日佐藤內閣接受了日大的集體談判。事件因此完全轉變成為政治問題。
11月22日封鎖全校的全共鬥派系共7千人，以及遭阻攔的日共（民青）系7千人從日本全國各地前來並對峙。全共鬥內部以早稻田大學馬克思主義革命派的藤原為中心，向各派反對全校封鎖的行為，最後結束了全校封鎖。有一部分不明實情的學生，引用了雷伊泰灣海戰中「逃跑的栗田」作為嘲諷。11月22日之後，大河內校長卸任，由法學院的加藤一郎教授代行校長職務。
1969年1月10日，「東大七學院學生集會」在秩父宮橄欖球場舉行。民青系與學園正常化作為要求的無政治立場的學生談判成功，不過佔據著安田講堂的全共鬥學生依然認為不可能達成協議。1月16日警視廳正式出動機動隊撤去大學校內的路障。

## 解除封鎖第一天
警視廳警備部動員了八個機動隊，從1月18號上午7點撤去醫學部綜合中央館與醫學部圖書館的路障開始，學生以石頭、汽油彈、硫酸作為抵抗。等到醫學院、工學院、法學院、經濟學院的封鎖解除之後，機動隊開始包圍安田講堂。下午1點開始進行解除安田講堂路障的工作，不過學生們的抵抗比想像中的還要激烈。下午5點40分，警備本部發出拆除中止的命令，18日的行動結束。

## 解除封鎖第二天
1月19日上午6點30分，機動隊再次展開解除封鎖的動作。第二天學生們的激烈抵抗一直持續到下午3點50分。機動隊員衝入三樓大講堂，下午5點46分壓制屋頂上最後的抵抗行動，並逮捕了90名學生。在解除安田講堂的封鎖之後，機動隊就撤退了。

## 后续
經過了這次的事件，安田講堂荒廢了20年，仅仅被用作法學院及文學院的倉庫。1989年大講堂的整修工作完成，英國物理學家史蒂芬霍金（Stephen William Hawking）訪日時蒞臨演講。在那之後，開始作為全校畢業典禮的場地，舉行公開演講時也會啟用此處。